# 石马河 (东江)
石马河，流经中华人民共和国广东省深圳市和东莞市，是东江左岸支流，上游也称观澜河，发源于深圳市龙华区民治街道境内的大脑壳山，向北流经宝安区的游松、清湖和观澜后进入东莞市，北流至塘厦镇右纳雁田水后始称“石马河”，继续北流经樟木头镇、常平镇和桥头镇，于桥头镇建塘东南1千米处汇入东江。河长88千米，总落差70米，河道比降0.51‰，流域面积1249平方千米。1964年以前，石马河下游于东莞桥头镇陈屋边折向西，在今企石镇汇入东江。1964年续建潼湖整治工程，堵塞企石河，从企石上移河口14千米，经新开河入东江。同时建设石马河供水工程，取水东江，拦河筑坝，建一系列大型泵站，逐级提升水位，使石马河由北向南倒流入深圳水库。1965年投入使用，向深圳和香港供水。20世纪80年代以来，随着石马河流域经济的发展，生活和工业废水大量排入，使水质恶化。粤港两地政府实施供水工程第四期改造，采用供水管道，使供水渠与河道分离，2003年6月管道全线通水，石马河恢复天然流向。